# Trichelospatha conigera
Trichelospatha conigera är en tvåvingeart som beskrevs av Jean-Jacques Kieffer 1913. Trichelospatha conigera ingår i släktet Trichelospatha och familjen gallmyggor.
Artens utbredningsområde är Frankrike. Inga underarter finns listade i Catalogue of Life.